# Guerra d'Italia del 1551-1559
La guerra d'Italia del 1551-1559, talvolta internazionalmente chiamata come la guerra Asburgo–Valois fu l'ottavo conflitto che ebbe come teatro anche la penisola italiana, combattuta tra il Sacro Romano Impero di Carlo V e i sovrani di Francia, con l'intento di dominare la politica europea.

## Premessa
La morte di Francesco I di Francia, nel 1547, dopo più di trenta anni di regno, non significò la fine delle ostilità tra Francia e Asburgo. La politica antimperiale venne infatti proseguita dal nuovo sovrano francese Enrico II, che nel 1551 riprese le ostilità contro la Casa d'Austria e Spagna. Contrariamente a suo padre però concentrò le sue mire verso i confini nord orientali della Francia, anziché verso l'Italia, che comunque restò un teatro importante di operazioni. Inoltre, pur essendo egli il re cristianissimo, non si fece problemi, come già il padre, ad allearsi con i protestanti tedeschi ed i mussulmani turchi, per logorare gli avversari su più fronti.

### Teatro europeo

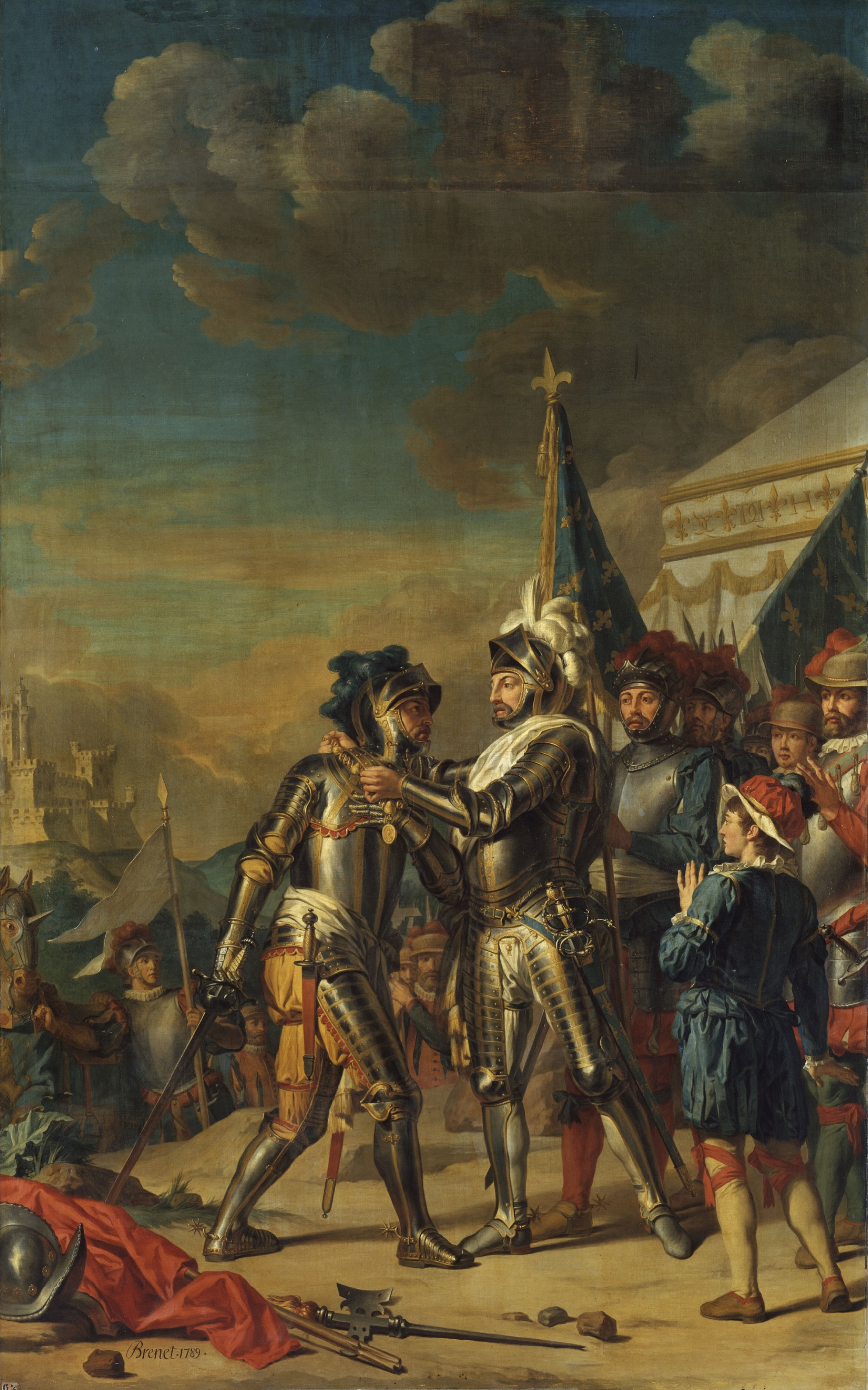
Enrico II consegna l'Ordine di San Michele al Maresciallo de Tavannes dopo la Battaglia di Renty, il 13 agosto 1554.

A partire dal 1552 Enrico II invase la Lorena e occupò i vescovadi di Metz, Toul e Verdun, intrecciando abilmente questa terza e ultima fase delle guerre franco-asburgiche cinquecentesche con il conflitto che, dal 1546, vedeva impegnato Carlo V contro i principi luterani tedeschi. Enrico II di Francia difese con successo i Tre Vescovadi dal tentativo di riconquista sconfiggendo le truppe Asburgiche nella Battaglia di Renty il 13 agosto 1554. Dopo tre anni di sfiancante guerra di logoramento, la sovrapposizione dei conflitti e la simultanea presenza di due irriducibili nemici, come l'esercito francese e quello dei principi tedeschi, indusse Carlo V a interrompere i conflitti. Perciò nel 1555, con la pace di Augusta (mediata dal fratello Ferdinando e molto importante anche dal punto di vista religioso), Carlo V trovò un accordo con i protestanti, mentre strinse la tregua di Vaucelles con Enrico II.

### Abdicazione di Carlo V
Ancora più sorprendentemente, l'imperatore decise di abbandonare la scena politica e militare europea, che lo vedeva indiscusso protagonista da più di un trentennio. Difatti Carlo V, ormai logorato dai continui impegni, abdicò dai suoi domini in favore del figlio Filippo II in Spagna, Italia, Paesi Bassi e nei domini extraeuropei e in favore di suo fratello Ferdinando I nel Sacro Romano Impero, ritirandosi quindi in un convento in Spagna a terminare la sua vita nella preghiera.

### Ripresa delle ostilità in Europa
Il conflitto continuò comunque con i successori. Infatti tra il 1557 e il 1559 riprese la lotta tra Enrico II, alleato con il nuovo papa Paolo IV, e Filippo II di Spagna. Emanuele Filiberto di Savoia, al comando delle truppe spagnole, vinse definitivamente i francesi nella battaglia di San Quintino nel 1557. Ma gli enormi costi della guerra, acuiti dalle bancarotte subite dai due stati in quegli anni, costrinsero i contendenti a firmare una pace con contenuti più duraturi delle precedenti. Perciò nonostante la sconfitta, nella Pace di Cateau-Cambrésis i francesi riuscirono a tenere le tre importanti piazzeforti in Lorena, recuperare Calais (tolta agli inglesi entrati brevemente nel conflitto) e a mantenere l'occupazione di Saluzzo in Piemonte.

### Teatro italiano
In questo periodo di tempo il conflitto continuò anche in Italia. Nel 1552 la Repubblica di Siena, tradizionalmente alleata dell'impero e degli Asburgo, si ribellò alla sua (esosa e molesta) guarnigione spagnola. Non fu possibile arrivare a un compromesso, anche perché Siena si appoggiò alla Francia facendo entrare in città truppe francesi (poi si alleerà anche all'impero turco ottomano, che invierà, troppo tardi, una flotta nel mar Tirreno) e agli esuli repubblicani fiorentini, tra i quali anzi scelse il suo comandante militare, il maresciallo di Francia Piero Strozzi, luogotenente del Re di Francia in Italia.
Anche la Spagna cercò di internazionalizzare il conflitto e si alleò alla tradizionale rivale di Siena, Firenze, ora retta in Ducato dalla famiglia Medici e molto preoccupata per la presenza di esuli fiorentini filo repubblicani nell'esercito senese.
La città fu rapidamente messa d'assedio (in modo molto duro), dalle truppe alleate guidate dal mercenario lombardo (e filo-spagnolo) Gian Giacomo Medici di Marignano, durante l'inverno 1554, mentre nell'estate di quel medesimo anno (2 agosto 1554) le truppe franco-senesi furono travolte nella battaglia di Scannagallo.
Siena si arrese alle truppe fiorentine e alleate il 21 aprile 1555, anche se una parte dell'aristocrazia cittadina si arroccò nel sud dello Stato dando vita alla Repubblica di Siena riparata in Montalcino, arrendendosi solo nel 1559 quando furono abbandonati dai francesi.
La Repubblica di Siena fu attribuita, per atto del Trattato di Cateau-Cambrésis, come feudo personale di Cosimo de' Medici diventando Ducato di Siena (che per effetto di una bolla papale divenne parte autonoma del Granducato di Toscana nel 1569), con l'eccezione della costa maremmana che costituì lo Stato dei Presidi, sotto il controllo del Viceré di Napoli (sottoposto alla Spagna), per permettere agli spagnoli di controllare i protettorati italiani.

### Campagne nel Mediterraneo

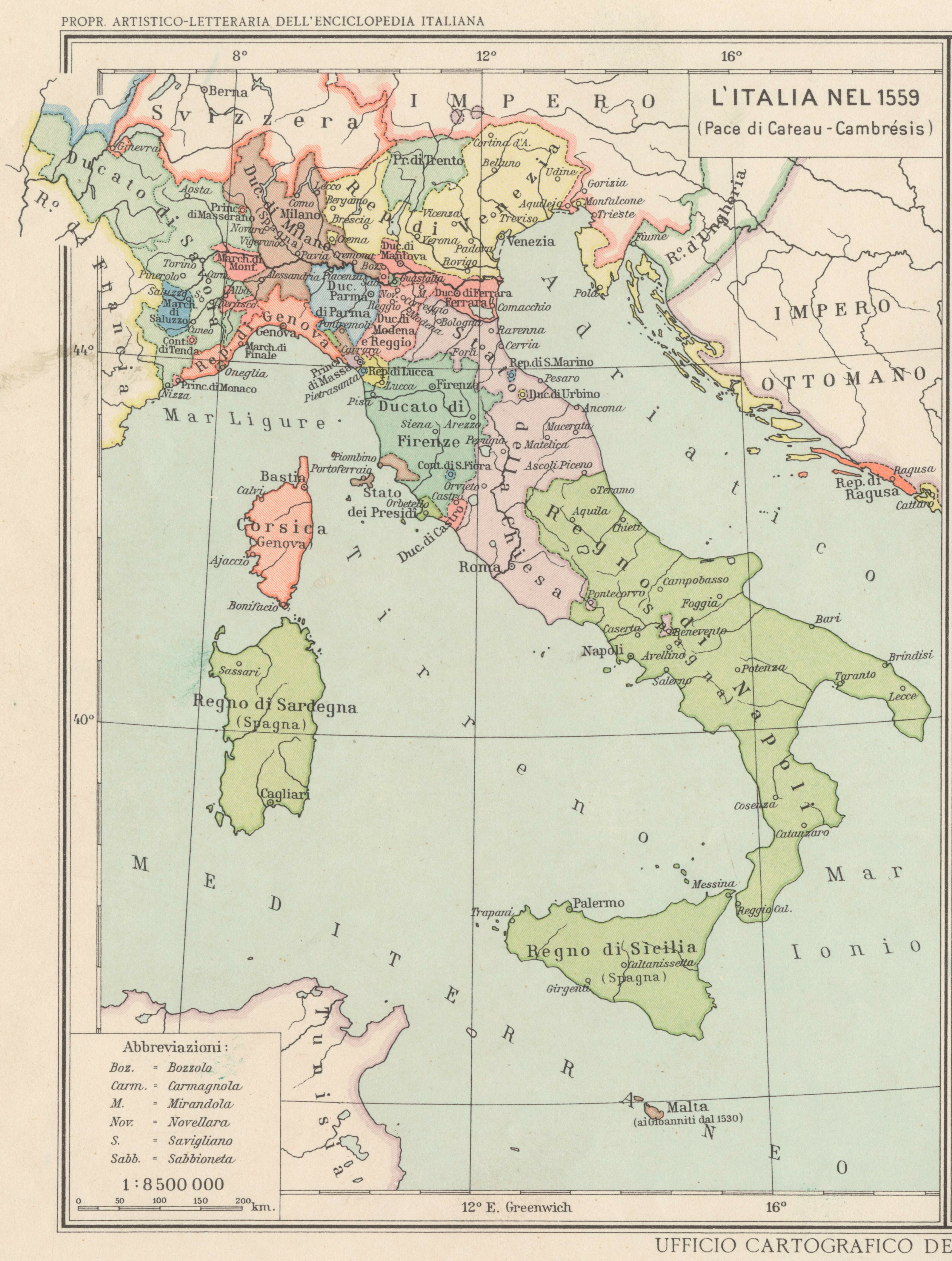
Assetto del territorio italiano dopo la firma della pace nel 1559

Enrico II di Francia stipula un trattato di alleanza con Solimano il Magnifico al fine di cooperare contro gli Asburgo nel Mediterraneo. Questo viene innescato dalla conquista di Mahdia dall'ammiraglio genovese Andrea Doria l'8 settembre 1550, per conto di Carlo V. L'alleanza permise ad Enrico II di estendere le conquiste francesi verso il Reno, mentre una flotta franco-ottomana difendeva il sud della Francia.
L'assedio di Tripoli del 1551 da parte degli Ottomani fu il primo episodio della Guerra Italiana 1551–59 nel teatro Europeo fuori dalla penisola; nel Mediterraneo fu ordinato alle galere francesi di Marsiglia, di unirsi alla flotta ottomana. Nel 1552, quando Enrico II attaccò Carlo V, gli Ottomani inviarono 100 galee nel Mediterraneo occidentale, che furono accompagnate da tre galee francesi sotto il comando di Gabriel de Luetz d'Aramon nelle loro scorrerie lungo le coste della Calabria nel Sud Italia, catturando la città di Reggio. Nella Battaglia di Ponza di fronte all'isola di Ponza, la flotta si scontrò con 40 galee di Andrea Doria, e riuscì a sconfiggere i Genovesi e catturare 7 galee. Questa alleanza avrebbe portato anche all'invasione congiunta della Corsica nel 1553. Gli ottomani continuarono ad attaccare gli Asburgo, con varie operazioni nel Mediterraneo, come l'invasione ottomana delle isole Baleari nel 1558, in seguito alla richiesta di Enrico II di Francia.